# Торвальд Кодранссон
Торвальд Кодранссон (Торвальд, сын Кодрана по прозвищу Путешественник; др.-сканд. Þorvaldr Koðránsson inn víðförli; ок. 950, Исландия — ок. 1002, Полоцк) — легендарный христианский миссионер, путешественник, основатель монастыря святого Иоанна Крестителя в Полоцке (др.-сканд. Pallteskja, Pallteskiuborg). Приключения Торвальда описываются в исландской «Пряде о Торвальде Путешественнике» (др.-сканд. Þorvalds þáttr víðförla), которая содержится в «Саге о крещении» (др.-сканд. Kristni saga), «Саге об Олаве Трюггвасоне» (др.-сканд. Olafs saga Tryggvasonar) и «Книге с Плоского острова» (др.-сканд. Flateyjarbók).

## Биография

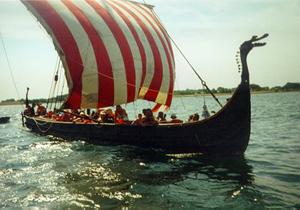
Драккар — судно викингов

### Начало жизни
Торвальд родился на севере Исландии у залива Скага-фьорд (Skagafjord). В молодости Торвальд служил у короля Дании, Норвегии и Англии Свена I Вилобородого. Торвальд был милостив к пленным и даже выкупал их у своих сородичей, чтобы даровать свободу. В Ирландии Торвальд познакомился с христианским учением. Он бросил военное ремесло и отправился в Саксонию, где около 980 года был крещен местным епископом Фридреком.

## Миссия в Исландии
В 981 году Торвальд вместе с Фридреком отправляются с проповеднической миссией в Исландию. Ими была открыта первая в Исландии христианская церковь. Однако сородичи-язычники отнеслись к затее Торвальда с насмешкой. Разгневанный Торвальд однажды убил двоих особо докучавших ему недоброжелателей. Проповедники вынуждены были спешно покинуть Исландию.

## Путешествие в Иерусалим и Константинополь
В 985 году Торвальд через Иерусалим отправляется в Миклагард (Константинополь). Он удостаивается аудиенции императора Василия II и патриарха Константинопольского Николая II Хрисоверга. Император даровал Торвальду грамоту, согласно которой он назначался полномочным посланником Византии к «русским князьям в страны Восточной Балтики» (вероятно, подразумевались Полоцк, Новгород и Псков).

## Миссия в Полоцке

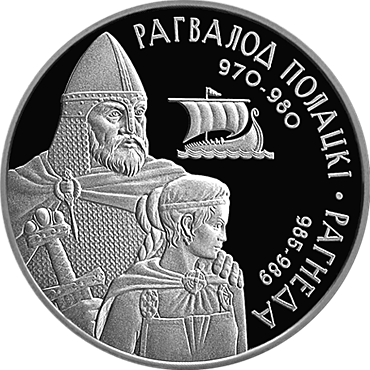
Рогволод и Рогнеда

В 986 году Торвальд вместе со своим соратником Стевниром Торгильссоном, двигаясь через Кенугард (Киев) по Непру (Днепру), прибыл в Полоцк. На «горе Дрофне» ими была построена церковь и открыт монастырь святого Иоанна Крестителя. В Полоцке состоялась встреча Торвальда с другим известным викингом Олавом Трюггвасоном. Умер Торвальд в Полоцке, предположительно после 1002 года. Возможно, формирование общины на городище Масковичи у деревни Масковичи (Браславский район) связано с деятельностью исландского миссионера Торвальда Кодранссона, проповедовавшего христианство на территории Полоцкого княжества в конце X века.
Позже в Полоцке побывал скальд Бранд-путешественник, который утверждал, что Торвальд похоронен «в горе у церкви Иоанна» и почитается как святой.
Белорусский скандинавист и переводчик Евген Папакуль в комментариях к белорусскому переводу «Пряди о Торвальде Путешественнике» (с отрывками из «Книги Плоского Острова» и «Саги о крещении») предлагает следующую гипотезу о месте, где может быть похоронен Торвальд:
«То, что Торвальд умер и был похоронен именно в Полоцке, упоминается только в «Саге о крещении», и большая часть этого отрывка написана неким Брандом Путешественником:
Hefk þar komit,
es Þorvaldi
Koðránssyni
Kristr hvíldar lér.
Þar es hann grafinn
í há fjalli
upp í Drafni
at Jóhanneskirkju.
Самая интересная строка здесь — «upp í Drafni», которая в «Пряди» называется горой «Dröfn». Однако «Dröfn» — гидроним. И не только потому, что река с похожим названием упоминается в «Туле имён» в «Эдде» Снорри Стурлусона. Это также имя одной из девяти дочерей Эгира, означающее «большая волна», «вал». Фактически, абсолютно любой водоём мог быть назван именем любой дочери Эгира. Поэтому, по нашему мнению, «Dröfn» — не что иное, как хейти водного объекта около Полоцка «с большими волнами». Учитывая, что Полоцк изначально располагался на правом берегу Полоты, где волны не такие уж большие, лучшим претендентом на звание «Dröfn» является Западная Двина. А «upp í Drafni», таким образом, можно перевести как «сверху высокой волны», т. е. «над Двиной».
Так где же тогда похоронен Торвальд? У нас есть высокая гора над Двиной недалеко от Полоцка (который, как уже говорилось, находился в те времена на правом берегу Полоты). Единственный вариант — Верхний замок. Что могло случиться? Торвальд прибыл в Полоцк, построил недалеко от города церковь (скорее всего, небольшую деревянную часовню) на территории Верхнего замка. После смерти его похоронили возле этой часовни. Через несколько лет часовня сгорела. А чуть позже правнук скандинава Рогволода Всеслав Чародей приказал построить Софийский собор на уже «намоленном» месте.
А как быть с описанием монастыря на горе Дрофн из «Пряди» — «Það klaustur stendur undir hábjargi er heitir Dröfn»? На самом деле вся эта часть, даже если не учитывать, что Полоцк в ней вообще не упоминается, выглядит слишком неправдоподобно. А что касается «горы под названием Дрофн» — скорее всего, переписчик (уже оторванный от скальдической традиции) просто не «расчитал» хейти в висе.
Но учитывая, что «Прядь» была создана гораздо позже описанных там событий, в неё могли попасть и более поздние реалии. Поэтому упоминание о соборе (höfuðkirkja) с монастырём может относиться к Софийскому собору, который наверняка видели скандинавские путешественники (и скорее всего Бранд), и возле которого в то время сохранилась могила Торвальда. В этом случае возникает другой вопрос: почему Софийский собор назван собором в честь Иоанна Предтечи? В то время как все церкви на территории Исландии, упоминающиеся в приведённых текстах и которые, безусловно, могли видеть и посещать переписчики, являются просто безымянными церквями (kirkja). Всё дело может быть в специфике этих произведений, ведь они, говоря современным языком, являются пропагандистскими. И главная их цель, особенно «Пряди», — показать все преимущества новой веры перед старой. Именно поэтому в произведении так много описаний чудес и христианской символики. Что касается последних лет жизни Торвальда, то мы имеем стопроцентное описание, которое можно встретить во многих «Житиях», где обязательно должно быть посещение святых мест Иерусалима (в этом контексте можно упомянуть « Житие преподобной Евфросинии Полоцкой»).
В связи с этим название собора может иметь и символическое значение, чтобы в какой-то степени сравнить Торвальда, первого проповедника Исландии и земель Восточной Европы, с Иоанном Предтечей. Вот почему вряд ли стоит пытаться отождествлять монастырь Торвальда с монастырём Иоанна Предтечи на Острове. Полоцкий Остров — слишком самобытное место, чтобы не называть его напрямую «островом». Таким образом, Торвальд, сын Кодрана, если и добрался в своё время до Полоцка, то, скорее всего, похоронен где-то недалеко от Софийского собора. А сам собор, скорее всего, стоит на месте часовни Торвальда».

## Память
Документально зафиксировано наличие в Полоцке в XIV веке монастыря Иоанна Крестителя («на Острове» напротив полоцкого Верхнего замка), который вероятно находился на месте обители, основанной Торвальдом.
Российская исследовательница О. В. Лосева, кандидат исторических наук, сотрудница отдела Восточных христианских Церквей Церковно-научного Центра «Православная энциклопедия», высказывает гипотезу, что Торвальд являлся местнопочитаемым православным святым Полоцкой епархии (после XI века). Она идентифицирует его с Тимофеем Полоцким или Туром Полоцким.